# Serica rossi
Serica rossi är en skalbaggsart som beskrevs av Saylor 1948. Serica rossi ingår i släktet Serica och familjen Melolonthidae. Inga underarter finns listade i Catalogue of Life.